# Уильям Длинный Меч, 3-й граф Солсбери
Уильям Длинный Меч (Уильям Лонгспе, англ. William Longespée; 1176 — 26 марта 1226, замок Солсбери, Англия) — 3-й граф Солсбери с 1196 года по праву жены Элы, английский военачальник, внебрачный сын Генриха II, короля Англии, от графини Иды.

## Биография
Уильям был незаконнорождённым сыном короля Генриха II. Имя его матери было ранее неизвестно. Благодаря найденному документу от Уильяма, было определено, что его мать, графиня Ида, происходила из рода Тосни, а в 1181 году вышла замуж за Роджера Биго, 2-го графа Норфолк.
Король Генрих признал своего сына и пожаловал ему имение Эпплби в Линкольншире в 1188 году. Восемь лет спустя, в 1196 году, его единокровный брат, король Ричард I Львиное Сердце, женил его на наследнице крупных земель, Эле, дочери Уильяма Фиц-Патрик, 2-го графа Солсбери. Уильям носил титул графа Солсбери по праву жены.
Во время правления короля Иоанна, Уильям был членом суда по ряду важных дел, а также занимал различные посты: шерифа Уилтшира, лейтенанта Гаскони, констебля Дувра и смотрителя Пяти портов, а затем начальника тюрьмы в Валлийский марке. Он был командиром валлийской и ирландской экспедиций короля в 1210—1212 годах. Король наградил его поместьем Ай в Саффолке.
В 1213 году Уильям был поставлен во главе большого флота, на котором он отправился во Фландрию, где в битве при Дамме захватил и уничтожил большую часть французского флота, стоявшего на якоре для дальнейшего вторжения в Англию. Угроза вторжения была предотвращена, но конфликт между Англией и Францией не закончился.
В 1214 году Уильям был послан в помощь императору Оттону IV, союзнику Англии, для вторжения во Францию. Солсбери командовал правым крылом армии до сокрушительного поражения в битве при Бувине, где он был взят в плен.
К тому времени как он вернулся в Англию, назревал бунт среди баронов. Солсбери был одним из немногих, кто остался верен королю Иоанну. Во время гражданской войны, которая состоялась через год после подписания Великой хартии вольностей, Солсбери был одним из руководителей армии короля на юге страны. Однако после того как французский принц Людовик высадился в качестве союзника мятежников, Уильям перешел на его сторону. Вероятно, он полагал, что Иоанн проиграл.

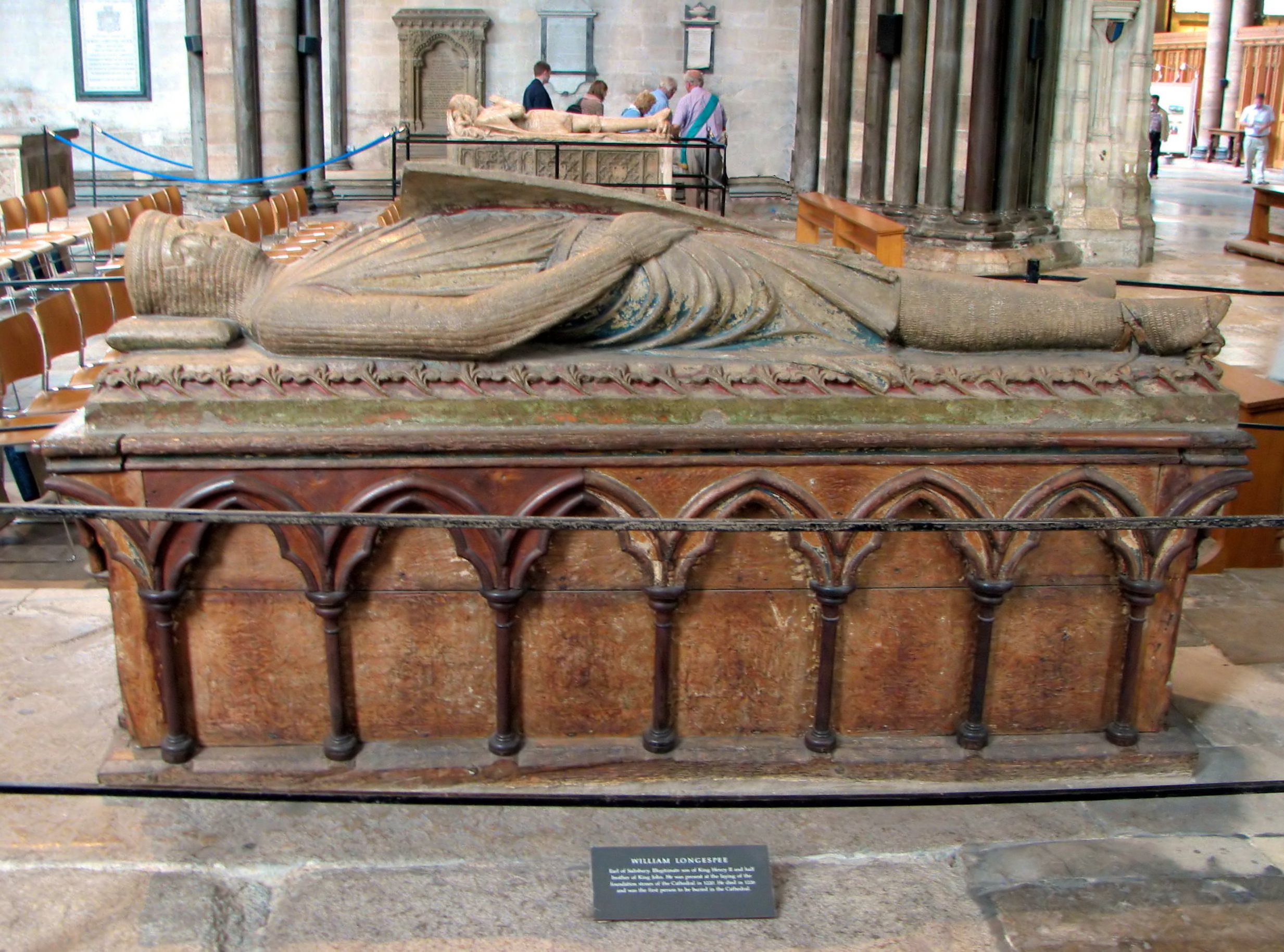
Гроб Уильяма Длинный Меч в Солсберийском соборе

После смерти Иоанна и отъезда Людовика Уильям, наряду со многими другими баронами, воспользовался малолетством сына Иоанна Генриха III и занял важные должности в правительстве в период несовершеннолетия короля. В то же время Уильям сражался в Гаскони, чтобы защитить остальную часть континентальных английских владений.
Корабль Солсбери разбился во время шторма, когда он возвращался в Англию в 1225 году, и он провел несколько месяцев в убежище в монастыре на французском острове Иль-де-Ре. Он умер вскоре после своего возвращения в Англию в замке Солсбери. Хронист Роджер из Вендовера утверждал, что Солсбери был отравлен Хьюбертом де Бургом, 1-м графом Кент. Он был похоронен в Солсберийском соборе в графстве Уилтшир.
Гробница графа Уильяма была вскрыта в 1791 году. В ней, помимо всего прочего, был найден хорошо сохранившийся труп крысы со следами мышьяка, обнаруженный внутри его черепа. Крыса в настоящее время экспонируется в Солсберийском соборе и музее южного Уилтшира.

## Брак и дети
Жена: (с 1196 года) Эла (1187 или 1191 — 24 августа 1261, похоронена в аббатстве Лакок), графиня Солсбери с 1196, дочь Уильяма Фиц-Патрик, 2-го графа Солсбери. От этого брака у них было восемь детей:
- Уильям (до 1209 — убит в битве при Эль-Мансуре 7 февраля 1250), титулярный граф Солсбери, крестоносец
- Ричард (умер до 27 декабря 1261, похоронен в аббатстве Лакок), священник в Солсбери
- Стефан (умер в 1260, похоронен в аббатстве Лакок), сенешаль Гаскони
- Николас (умер в 1297, похоронен в Солсберийском соборе), епископ Солсбери
- Изабелла (умерла до 1244, похоронена в аббатстве Алнвик); муж с до 16 мая 1226 — Уильям де Веси (умер до 7 октября 1253), лорд Алнвик
- Петронелла (похоронена в монастыре Браденсток)
- Эла (умерла 9 февраля 1298, похоронена в аббатстве Осни, Оксфордшир); 1-й муж — Томас де Бомон (умер 26 июня 1242), 6-й граф Уорик; 2-й муж с 25 ноября 1254/23 марта 1254/1255 — Филипп Бассет из Викомба (умер до 29 октября 1271, похоронен в Стэнли[англ.] (Уилтшир)), юстициар Англии
- Ида; 1-й муж — Ральф де Сомери (умер до 1220), барон Дадли; 2-й муж с до 1220 — Уильям де Бошан (умер до 1247), лорд Бедфорд; 3-й муж с до 1247— Уолтер Фиц-Роберт из Вудем Уолтер, Эссекс (умер до 10 апреля 1268, похоронен в Стэнли (Уилтшир)), юстициар Англии

## Образ в искусстве
- Уильям Длинный Меч фигурирует в романах Элизабет Чедвик «Алый лев», «Ради милости короля», «Отвергнуть короля».
- Уильям Длинный Меч является одним из действующих лиц романа Корнелии Функе «Рыцарь-призрак».